# Achetaria ocymoides
Achetaria ocymoides är en grobladsväxtart som först beskrevs av Adelbert von Chamisso och Schltdl., och fick sitt nu gällande namn av Richard von Wettstein. Achetaria ocymoides ingår i släktet Achetaria och familjen grobladsväxter. Inga underarter finns listade i Catalogue of Life.